# 380 př. n. l.

## Narození
- ? – Theopompus, řecký historik a řečník († 315 př. n. l.)

## Hlavy států
- Perská říše – Artaxerxés II. (404 – 359 př. n. l.)
- Egypt – Hakor (393 – 380 př. n. l.) » Nefaarudž II. (380 př. n. l.) » Nachtnebef (380 – 362 př. n. l.)
- Bosporská říše – Leukon (389 – 349 př. n. l.)
- Kappadokie – Datames (380 – 362 př. n. l.)
- Sparta – Agésipolis I. (395 – 380 př. n. l.) » Kleombrotos I. (380 – 371 př. n. l.) a Agésiláos II. (399 – 360 př. n. l.)
- Athény – Demophilus (381 – 380 př. n. l.) » Pytheas (380 – 379 př. n. l.)
- Makedonie – Amyntás III. (392 – 370 př. n. l.)
- Epirus – Alcetas I. (390 – 370 př. n. l.)
- Odryská Thrácie – Cotys I. (384 – 359 př. n. l.)
- Římská republika – tribunové L. Valerius Potitus Poplicola, P. Valerius Potitus Poplicola, Ser. Cornelius Maluginensis, Licinus Menenius Lanatus, C. Sulpicius Peticus, L. Aemilius Mamercinus, Cn. Sergius Fidenas Coxo, Ti. Papirius Crassus a L. Papirius Mugillanus (380 př. n. l.)
- Syrakusy – Dionysius I. (405 – 367 př. n. l.)
- Kartágo – Mago II. (396 – 375 př. n. l.)